# Arpad Elo
Arpad Elo, född 1903, död 1992, ungerskfödd amerikan som uppfann rankningsystemet Elo-rating, som är en metod för beräkning av relativ spelstyrkenivå mellan spelare i tvåmansspel som till exempel schack och go.

## Fotnoter
1. 1 2  The Capital Times, 6 november 1992, läs online .[källa från Wikidata]